# Офис 610
Комитет 610 (кит. 610办公室 - Офис 610) — секретное агентство КНР, названное в честь даты его создания — июнь (шестой месяц), 10-е число 1999 года. Целью этой организации объявлялось осуществление преследования Фалуньгун. Комитеты также занимались пропагандой против Фалуньгун, слежкой и сбором информации о последователях практики, а также их наказанием и «перевоспитанием».
Так как комитет находился под руководством Коммунистической партии Китая и не имел официальных юридических полномочий, то ряд источников описывал его как организацию, которая не подпадала под действие закона. Офис 610 — это исполнительный отдел Центральной руководящей группы по решению вопроса Фалуньгун.[страница не указана 2315 дней]
Центральный «Офис 610» традиционно возглавлялся высокопоставленным членом комиссии Политбюро Коммунистической партии и руководил другими государственными органами в кампании против Фалуньгун.[страница не указана 2315 дней] «Офис 610» тесно связан с Законодательным комитетом Коммунистической партии Китая (политико-юридическим комитетом). На провинциальном, районном и муниципальном уровнях были учреждены местные «Офисы 610», их число по всей стране достигало приблизительно 1 тысячи.
По имеющимся сообщениям, комитет причастен к вынесению внесудебных приговоров, принудительному перевоспитанию, пыткам и иногда к смерти практикующих Фалуньгун.
Начиная с 2003 года, обязанности «Офиса 610» были расширены, и включили в себя также преследование других религий и групп цигун, которые Коммунистическая партия Китая считает еретическими. Однако подавление Фалуньгун осталось приоритетом для «Офиса 610».

## Предыстория
Фалуньгун, также известный, как Фалунь Дафа, является формой духовной практики цигун, которая включает упражнения, медитацию и философское учение, основанное на буддийских и даосских традициях. Он был представлен широкой общественности мастером цигун господином Ли Хунчжи на северо-востоке Китая весной 1992 года. К концу 1990-х годов это направление цигун привлекло десятки миллионов последователей[страница не указана 2315 дней][страница не указана 2315 дней].
В течение первых лет своего распространения Фалуньгун пользовался официальной поддержкой и признанием. Однако к середине 1990-х годов китайские власти стали предпринимать попытки обуздать рост практик цигун, предъявляя им всё более строгие требования[страница не указана 2315 дней]. В 1996 году, вероятно, в ответ на возрастающее давление и попытки со стороны партийных и государственных органов полностью подчинить себе Фалуньгун, мастер Ли Хунчжи принял решение о выходе Фалуньгун из государственной ассоциации цигун[страница не указана 2315 дней]. После этого разрыва связей с государством Фалуньгун стал мишенью нападок, критики со стороны отдела пропаганды и слежки со стороны служб безопасности. В июле 1996 года было запрещено печатание книг Фалуньгун, а государственные средства массовой информации стали критиковать его как форму «феодального суеверия», чья «теистическая» ориентация не соответствовала официальной идеологии и национальной программе[страница не указана 2315 дней].
В апреле 1999 года практикующие Фалуньгун вышли с мирной демонстрацией к зданию правительства Чжуннаньхай, требуя официального признания и прекращения возрастающего преследования. Глава отдела безопасности и член политбюро Ло Гань был первым, кто обратил внимание на собирающихся демонстрантов. По имеющимся сведениям[каким?], он позвонил генеральному секретарю Коммунистической партии Китая Цзян Цземиню и потребовал принять твёрдое решение по проблеме Фалуньгун.
Группа из пяти последователей Фалуньгун представила свои требования Чжу Жунцзи, бывшему на тот момент премьер-министром Китая. Очевидно, удовлетворённые его ответом демонстранты стали мирно расходиться. Однако, это событие глубоко возмутило Цзян Цземиня, и он выразил беспокойство тем фактом, что многие высокопоставленные чиновники, коммунисты и военные покровительствовали Фалуньгун.[страница не указана 2315 дней] В тот же вечер Цзян распространил письмо членам всех партийных уровней, отдав указ подавить Фалуньгун.[страница не указана 2315 дней]

## История создания
7 июня 1999 года Цзян Цзэминь созвал заседание Политбюро для решения вопроса Фалуньгун. В ходе встречи Цзян описал Фалуньгун как серьёзную угрозу авторитету Коммунистической партии, «нечто невиданное в стране с момента её основания 50 лет назад» и распорядился о создании специальной группы в ЦК партии, чтобы «основательно подготовиться к работе по ликвидации Фалуньгун».
10 июня был создан «Офис 610» для ежедневной координации кампании против Фалуньгун. Ло Гань был выбран главой Офиса, задача которого в то время состояла в изучении, исследовании и разработке «единого подхода … для решения проблемы Фалуньгун»[страница не указана 2315 дней]. Офис был создан в обход законодательства без каких-либо положений, описывающих его чёткие полномочия. По словам политолога Джеймса Тонга, новая организация была уполномочена «иметь дело с центральными и местными органами управления, партийными и государственными органами, которые, в свою очередь, были призваны действовать в тесной координации с ней».[страница не указана 2315 дней]
17 июня 1999 года «Офис 610» вошёл в состав только что созданной Центральной руководящей группы по решению вопроса Фалуньгун во главе с членом Постоянного комитета Политбюро Ли Ланьцинем. Четыре заместителя главы Центральной руководящей группы также занимали высокие должности в Коммунистической партии, например, среди них — министр отдела пропаганды Дин Гуаньгэнь.[страница не указана 2315 дней] Лидеры «Офиса 610» и Центральной группы «могут обращаться к высшим государственным и партийным чиновникам за помощью и использовать их институциональные ресурсы», они также имеют личный доступ к Генеральному Секретарю Коммунистической партии и премьер-министру.[страница не указана 2315 дней]
Журналист Ян Джонсон, который за освещение темы преследования Фалуньгун был удостоен Пулитцеровской премии, писал, что работа «Офиса 610» состояла в том, чтобы «мобилизовать различные общественные организации страны. По приказу Бюро общественной безопасности церкви, храмы, мечети, газеты и другие средства массовой информации, а также суды и полиция поддержали план правительства сокрушить Фалуньгун, чрезмерных мер не существует. В течение нескольких дней волна арестов захлестнула Китай. К концу 1999 года последователи Фалуньгун уже погибали в заключении».[страница не указана 2315 дней]

## Структура
«Офисом 610» управляют руководители высшего эшелона Коммунистической партии Китая и Центральной группы, контролирующей работу «Офиса 610», во главе которого всегда стоял член Постоянного комитета Политбюро: сначала Ли Ланьцин (1999—2003 гг), затем Ло Гань (2003—2007 гг) и далее Чжоу Юнкан (2007—2012 гг).
Назначение высокопоставленных партийных чиновников на руководящие должности Центральной Группы и «Офиса 610» необходимо было для обеспечения доминирования над другими ведомственными должностными лицами.[страница не указана 2315 дней] По словам Джеймса Тонга, «Офис 610» находится на «несколько административных ступеней» выше таких организаций, как Государственного управления радио, кино и телевидения, информационного агентства Синьхуа, Центрального телевидения Китая, а также Новостного Бюро. «Офис 610» координирует работу государственных СМИ, направленную против Фалуньгун, а также влияет на другие партийные и государственные структуры, в том числе на силовые структуры в кампании по борьбе с Фалуньгун.[страница не указана 2315 дней]
Кук и Лемиш предполагают, что «Офис 610» был создан вне рамок традиционной системы государственной безопасности по нескольким причинам: во-первых, ряд должностных лиц среди военных и в силовых структурах были практикующими Фалуньгун, поэтому Цзян и другие руководители КПК опасались, что эти организации уже скомпрометированы; во-вторых, существовала потребность в хорошей координации кампании против Фалуньгун; в-третьих, создание организации верхнего партийного эшелона давала знать, что кампания против Фалуньгун является приоритетной; и, наконец, руководители КПК не хотели, чтобы кампания против Фалуньгун была затруднена юридическими или бюрократическими ограничениями, и, таким образом, был учрежден «Офис 610», находящийся вне рамок законодательства.
Вскоре после создания центрального «Офиса 610» его отделения были учреждены на каждом административном уровне там, где среди населения были практикующие Фалуньгун, в том числе на уровне провинций, районов, городов, а иногда и деревень. В некоторых случаях отделения «Офиса 610» открывались в крупных корпорациях и университетах.[страница не указана 2315 дней] Каждый офис выполняет приказы офиса, стоящего на ступень выше, или властей Коммунистической партии этого же организационного уровня. В свою очередь, местные отделения «Офиса 610» оказывают влияние на должностных лиц других государственных органов, таких как медиа организации, местные бюро общественной безопасности и суды.
Структура «Офиса 610» пересекается с Политико-юридическим комитетом КПК (PLAC). Ло Гань и Чжоу Юнкан оба курировали одновременно и PLАC, и «Офис 610». Это функциональное пересечение также отражено на местном уровне, где «Офисы 610» поставлены в ряд с местными Политико-юридическими комиссиями, иногда даже располагаясь в одном и том же помещении.
Отдельные «Офисы 610» на местном уровне имели некоторые особенности в организационной структуре.[страница не указана 2315 дней] Одним из примеров того, как организованы местные отделения, является город Лэйян провинции Хунань. Там местный «Офис 610» в 2008 году состоял из «составной группы» и «образовательной группы». Группа по образованию отвечала за «работу пропаганды» и «трансформации через перевоспитание» последователей Фалуньгун. «Составная группа» отвечала за административные задачи и задачи по логистике, сбор разведывательной информации и обеспечение конфиденциальности информации.
Джеймс Тонг писал, что решение партии запустить кампанию против Фалуньгун через Центральную Группу и «Офис 610» отражает «картину режима институционального выбора», выражающейся в использовании "специальных комитетов, а не постоянных учреждений власти верхних партийных эшелонов и не функциональную бюрократию государства ".[страница не указана 2315 дней]

### Подбор кадров
Относительно мало известно о процессе подбора кадров для местных «Офисов 610». Однако есть информация, что сотрудников туда набирали, например, из других партийных или государственных органов (например, из штата Политики-юридического отдела или Бюро общественной безопасности). Например, Хао Фэнцзюнь, перебежчик и бывший офицер «Офиса 610» в Тяньцзине. Хао ранее работал в Бюро общественной безопасности в Тяньцзине и был среди офицеров, отобранных для вновь созданного «Офиса 610». По словам Хао, несколько офицеров добровольно выразили желание занять должность в новой организации, так что отбор проводился путём жеребьёвки. Тонг указывал, что некоторые отделения «Офиса 610» организуют набор собственными силами для пополнения персонала сотрудниками с высшим образованием.[страница не указана 2315 дней]

### Система подотчётности
В целях обеспечения соблюдения директив партии по борьбе с Фалуньгун, отделения «Офиса 610» внедрили систему подотчётности. В рамках этой системы местные должностные лица несут ответственность за результаты всех действий в отношении практикующих Фалуньгун, находящихся территориально под их юрисдикцией. При этом была создана система штрафов, накладывающихся на регионы и должностные лица, которые не смогли должным образом преследовать Фалуньгун.[страница не указана 2315 дней] Журналист Wall Street Journal Ян Джонсон высказывал мнение, что «это показало, что, вместо того, чтобы создать современную систему управления Китаем, правительство всё ещё полагалось на специально созданные указы, распоряжения и личные связи».
Джонсон утверждает, что примером такой системы подотчётности является обращение с протестующими, ежедневно приезжавшими в Пекин на площадь Тяньаньмэнь после начала преследования Фалуньгун в 1999 году для они обращений с апелляцией в защиту своих прав. Он полагает, что для того, чтобы остановить их поток в столицу, центральный «Офис 610» обязал местные органы власти сделать всё для того, чтобы никто из практикующих их региона не ездил в Пекин. Джонсон писал, что «власти уровня провинции штрафовали мэров и глав округов за каждого практикующего Фалуньгун, проживающего на подведомственной им территории, отправившегося в Пекин», а затем мэры и руководители округов затем штрафовали руководителей местных отделений «Офиса 610» и Политико-юридического отдела, которые, в свою очередь, штрафовали сельских старост, а те затем облагали штрафом полицию, которая наказывала членов Фалуньгун и требовала от них деньги, чтобы окупить затраты. Джонсон утверждал, что «штрафы были незаконными, ни один закон или нормативный акт, на основании которого налагался штраф, никогда не был представлен в письменном виде» указывая, что чиновники объявляли их только в устной форме при встречах. В качестве доказательства он цитирует неназванного чиновника, которые заявлял, что «ничего не предоставляли в письменном виде, так как они не хотели это обнародовать».

## Функции

### Слежка и разведка
Слежка за практикующими Фалуньгун и сбор информации о них является одной из главных функций отделений «Офиса 610». На местном уровне к этому относится проверка предприятий и жилых домов с целью выявления практикующих Фалуньгун, включая ежедневные визиты в места жительства известных властям практикующих, координацию и осуществление круглосуточной слежки за ними.[страница не указана 2315 дней] «Офис 610» не обязательно проводит наблюдение непосредственно; вместо этого он перепоручает это местным властям, и они регулярно отчитываются перед Офисом.[страница не указана 2315 дней] Отделения «Офиса 610» передают полученную информацию в вышестоящий Офис. Во многих случаях наблюдение в большей степени нацелено на практикующих Фалуньгун, которые отказались от практики во время пребывания в тюрьме или трудовом лагере и предназначено для предотвращения «рецидива».
Усилия «Офиса 610» по сбору разведывательной информации подкреплены системой вознаграждения гражданских осведомителей. Офисы местного уровня предлагают значительные денежные вознаграждения за информацию, ведущую к поимке практикующих Фалуньгун, также созданы круглосуточные горячие линии для всех граждан по предоставлению информации, связанной с деятельностью Фалуньгун. В некоторых местах «определённая ответственность» введена на предприятиях, в школах, сельских комитетах и семьях, которые обязаны вести наблюдение и отчитываться о практикующих Фалуньгун, находящихся среди них.
Помимо внутреннего надзора, «Офис 610», как утверждается, участвует во внешней разведке. Хао Фэнцзюнь, бывший офицер организации, перебежчик из Тяньцзиня, дал показания о том, что его работа в Офисе включала в себя сбор и анализ разведывательных данных о зарубежных практикующих Фалуньгун, в том числе в Соединенных Штатах, Канаде и Австралии.
В 2005 году китайский агент, работающий с китайским посольством в Берлине, завербовал немецкого практикующего Фалуньгун доктора Дэн Суня в качестве информатора. Агент организовал для Суня встречу с двумя мужчинами, которые назвали себя студентами, изучающими китайскую медицину и заинтересованными в изучении Фалуньгун. Сунь согласился передавать им информацию, якобы с целью углубления их понимания практики. Эти мужчины были высокопоставленными агентами «Офиса 610» в Шанхае. Сунь утверждал, что не знал, что они были агентами китайской разведки, тем не менее, за сотрудничество с ними в 2011 году он был признан виновным в шпионаже. По мнению журналистов Der Spiegel Свена Рёбела и Холдера Старка, этот случай продемонстрировал «насколько важной для китайского правительства является борьба с Фалуньгун» и «показал, какие методы иногда используют китайские спецслужбы».

### Пропаганда
Основной функцией деятельности «Офиса 610» на всех уровнях является пропаганда[страница не указана 2315 дней].  В Центральный Комитет по борьбе с Фалуньгун входят высокопоставленные чиновники из Политического и Законодательного Комитета КПК (политико-юридического комитета). Последний совместно с «Офисом 610», занимающим главенствующую позицию над всеми органами пропаганды и вещания, оказывают существенное давление на Центральный Комитет для усиления пропаганды против Фалуньгун.[страница не указана 2315 дней]
Тонг отмечает, что первые «серьёзные нападки» на Фалуньгун появились в ведущих газетах Китая в конце июня 1999 года вскоре после формирования «Офиса 610», но до официального объявления кампании по борьбе с Фалуньгун. Эту работу возглавил Ding Guangen как уполномоченный заместитель руководителя отдела Центрального Комитета по борьбе с Фалуньгун, в его руках была сосредоточена вся пропаганда в стране. Первоначальные «нападки» средств массовой информации содержали ссылки на Фалуньгун в скрытой, завуалированной форме, их содержание имело целью высмеять суеверие и превознести добродетель атеизма. За несколько недель до начала запуска кампании против Фалуньгун спецотдел при Центральном Комитете совместно с «Офисом 610» развернули работу по подготовке большого количества литературы, статей и телевизионных программ с обвинениями и доносами на практику с целью иметь готовые материалы для быстрой публикации их после официального объявления кампании против Фалуньгун, объявленной 20 июля 1999 года.[страница не указана 2315 дней]
Религиовед Дэвид Оунби утверждает, что за короткое время после июля 1999 года средства массовой информации Китая «наштамповали сотни статей, книг, телерепортажей против Фалуньгун.[страница не указана 2315 дней]
Общественность Китая не помнит такого „массированного удара“ со времен расцвета Культурной революции». Государственная пропаганда, опираясь на научный рационализм, имела цель доказать, что мировоззрение приверженцев Фалуньгун идёт вразрез с наукой и коммунизмом.[страница не указана 2315 дней] Газета People’s Daily от 27 июля 1999 года утверждала, что «это была борьба между теизмом и атеизмом, суеверием и наукой, идеализмом и материализмом». Следующие обвинения, появившееся в прессе, утверждали, что Фалуньгун ввел своих последователей в заблуждение и опасен для здоровья.
Журналист New York Times Сет Фэйсон утверждал, что с целью сделать пропаганду более доступной для масс правительство опубликовало ряд «комиксов», в некоторых из них основатель Фалуньгун сравнивался с Линь Бяо и Адольфом Гитлером.
Согласно ежегодным докладам Исполнительной комиссии Конгресса США по Китаю за 2008 и 2009 годы Центральный «Офис 610» нацеливал местные отделения также проводить пропагандистскую работу против Фалуньгун для чего подключались местные СМИ, проводились «образовательные» занятия в школах, университетах, государственных предприятиях, социальных и коммерческих структурах. Кроме того в докладе за 2008 года утверждалось, что в этом же году Центральный «Офис 610» издал директиву развернуть пропагандистскую работу, направленную на отстранение от участия в Олимпиаде в Пекине последователей Фалуньгун, а ссылка на неё была выставлена на правительственные веб-сайты каждой провинции Китая.

### Перевоспитание и содержание под арестом
Исполнительная комиссия Конгресса США по Китаю в 2008 году в своём ежегодном докладе утверждала, что «офисы 610» сотрудничают с местными службами безопасности, они преследуют и задерживают приверженцев Фалуньгун, многих из которых впоследствии приговаривают к перевоспитанию в трудовых лагерях или, если они продолжают практиковать и защищать Фалуньгун, отправляют в тюрьмы. Количество задержанных практикующих Фалуньгун в Китае насчитывает сотни тысяч, в некоторых местах лишения свободы их количество составляет большинство заключённых.

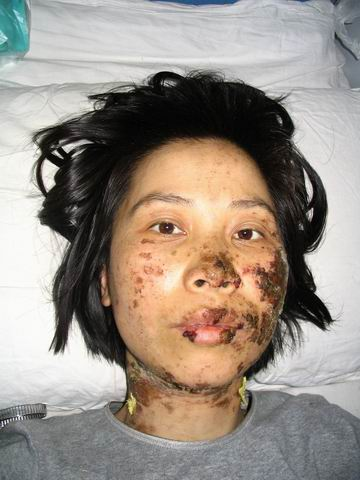
Гао Жунжун (фотоархив Фалуньгуновского сайта minghui.org), член Фалуньгун из провинции Ляонин. Немецкое подразделение Amnesty International в своём докладе 2006 года утверждало, что «в 2004 году, когда должностные лица поймали её за чтением материалов Фалуньгун в исправительном лагере, среди прочего, говорят, избили её по лицу и шее электрическими дубинками, что привело к серьёзным заболеваниям кожи и проблемам со зрением».

По данным Исполнительной комиссии Конгресса США по Китаю «офисы 610», разбросанные по всему Китаю, разработали неформальную сеть кабинетов по «преобразованию — через — перевоспитание», работа которых кабинетов направлена непосредственно на идеологическое перепрограммирование последователей практики. Они подвергаются физическому и психическому насилию с целью заставить их отречься от Фалуньгун. 
По утверждению журналистов The Washington Post Джона Помфрета и Филипа Пэна в 2001 году Центральный «Офис 610» в приказном порядке стал требовать, чтобы «все смежные комитеты, государственные учреждения» приступили к применению средств [трансформирования] преобразования. Ни один практикующий, будь то студент или пожилой человек, не должен избежать этого преобразования. По данным журналиста The Wall Street Journal Asia Чарльза Хуцлера в этом же году «Офис 610» издал приказ, касающийся тех, кто активно практикует Фалуньгун. Их в обязательном порядке отправляют в тюрьмы и трудовые лагеря. Тех практикующих, которые не отреклись от своей веры в Фалуньгун, изолируют от общества или обеспечивают наблюдение за ними со стороны членов семьи или работодателей.
Исполнительная комиссия Конгресса США по Китаю утверждает, что в 2010 году Центральный «Офис 610» запустил трёхлетнюю кампанию, направленную на усиление «преобразования» известных практикующих Фалуньгун, а документы некоторых местных «Офисов 610» вскрыли детали этой кампании, которая установила квоту и требовала от местных властей насильно приводить практикующих Фалуньгун на процедуры «преобразования — через — перевоспитание», а если практикующие не отрекаются от своей практики, то их направляют в трудовые лагеря.
Помимо тюрем, трудовых лагерей и других мест для преобразования, «Офис 610» может направлять психически здоровых практикующих Фалуньгун в психиатрические больницы. Подсчитано[кем?], что в 2002 году около 1 тысячи последователей Фалуньгун содержались против их воли в психиатрических больницах.

### Вмешательство в правовую систему
Большинство задержанных последователей Фалуньгун обвиняются в административном правонарушении и приговариваются к перевоспитанию в трудовых лагерях, хотя несколько тысяч осуждены и приговорены к длительным тюремным заключениям только на основании «участия в еретической организации для подрыва закона», неопределенно сформулированного определения, используемого основанием для лишения свободы до десяти лет.
Китайские адвокаты — правозащитники обвиняют «Офис 610» в регулярном вмешательстве в судебные дела с участием практикующих Фалуньгун, лишая судей возможности выносить решения независимо. Адвокат Цзян Тяньюн отметил, что процессы, когда обвиняемыми являются последователи Фалуньгун, проводятся на основании распоряжений местных «Офисов 610», а не согласно правовым нормам. В ноябре 2008 года два адвоката, представлявших практикующих Фалуньгун в провинции Хэйлунцзян, отметили, что председательствующий судья встречался с агентами «Офиса 610». Другие юристы, в том числе Гао Чжишэн, Го Готин и Ван Яцзюнь утверждали, что «Офис 610» препятствует им встречаться с обвиняемыми последователями Фалуньгун и защищать их в суде.
Официальные документы подтверждают информацию о вмешательстве «Офиса 610». В 2009 году в двух официальных документах в провинциях Цзилинь и Ляонин сообщалось, что судебные решения в отношении последователей Фалуньгун должны быть утверждены «Офисом 610». Идеологическая общность «Офиса 610» с Политико-юридическим комитетом КПК позволяет им оказывать большое влияние на Верховный народный суд и Министерство юстиции как на центральном, так и на местном уровнях.

## Утверждения о применении пыток и убийствах
Несколько источников сообщили о том, что должностные лица «Офиса 610» руководят в применении пыток к последователям Фалуньгун в заключении. В письме к китайским лидерам в 2005 году Гао Чжишен передал отчеты о том, что офицеры «Офиса 610» избивают и совершают сексуальные преступления в отношении последователей Фалуньгун: «все сообщения о жесточайшем насилии, о которых я слышал, все факты о бесчеловечных пытках, совершаемых правительством над своим собственным народом, и то, что потрясло меня больше всего — это обычная практика изнасилования сотрудниками „Офиса 610“ и полиции», — пишет Гао.[страница не указана 2315 дней] Перебежчик Хао Фэнцзюнь рассказал, что стал свидетелем того, как один из его коллег из «Офиса 610» избивал пожилую практикующую Фалуньгун железным ломом. Это событие подтолкнуло Хао к решению бежать в Австралию. В докладе 2009 года Специального докладчика ООН по внесудебным казням утверждается о том, что «Офис 610» участвовал в пытках, приведших к смерти последователей Фалуньгун в преддверии Олимпийских игр в Пекине в 2008 году.
Ян Джонсон из Wall Street Journal сообщил в 2000 году, что практикующие Фалуньгун были замучены до смерти в учреждениях «по трансформации и переобучению», находящихся в ведении «Офиса 610». Центральный «Офис 610» информировал местные органы власти, что они могут использовать любые средства, необходимые для пресечения поездок приверженцев Фалуньгун в Пекин, чтобы выразить протест широкому распространению злоупотреблений в местах лишения свободы.

### Расширение функций

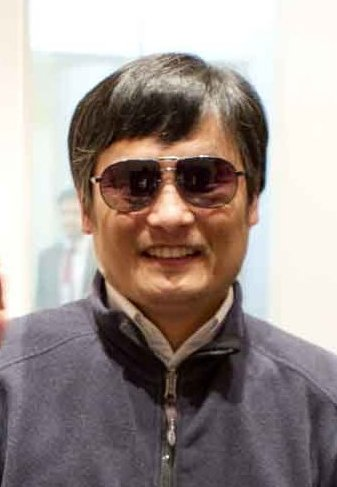
Чэнь Гуанчэн, адвокат по правам человека, известный своей оппозицией к практике принудительных абортов, был помещен под домашний арест и под наблюдение сотрудников Офиса 610

В 2003 году «Центральная группа по делам Фалуньгун» была переименована и стала называться «Центральная группой по делам еретических религий». Её мандат расширился, в него вошли ещё 28 «еретических религий» и «опасных» практик цигун. Хотя Фалуньгун продолжает оставаться главным вопросом для «Офиса 610», есть основания считать, что не остаются без надзора и члены других групп, подобных приверженцам буддизма и протестантства. Они также находятся под пристальным наблюдением властей, страдают от пропаганды, подвергаются задержаниям и тюремному заключению.
В некоторых случаях «Офис 610» выполняет функции, не имеющие отношения к слежке и преследованию приверженцев религий. Например, в газете Economist сообщалось, что служащие «Офиса 610» насильно держали под домашним арестом Чэнь Гуанчэн, слепого адвоката по правам человека, который выступал против насильственных абортов и стерилизации.
В 2008 году появились новые, так называемые «ведущие группы» с мандатом «поддержания стабильности». В каждом районе в больших прибрежных городах были сформированы соответствующие местные офисы, задача которых состояла в выявлении и поимке антипартийных элементов. Офисы — филиалы для «поддержания стабильности» действовали в тесной связи с местными «Офисами 610», обмениваясь сотрудниками, пополняя штат и назначая руководство.
Исследователь-аналитик по Азии Freedom House Сара Кук и активист Фалуньгун Лишай Лемиш утверждают, что рост доверия к таким комитетам, как «Офис 610» и офисы по «поддержанию стабильности», может означать, что руководство Коммунистической партии считает существующие службы государственной безопасности не достаточно надёжными и не отвечающими надлежащим требованиям. Они заявляют: «Эти чиновники (руководство КПК) всецело полагаются на более жёсткие, выходящие за рамки закона и прав человека, силы безопасности, чтобы удержать свою власть, не обременяя себя заботами о правах человека в Китае. Чтобы устранить угрозу стабильности внутренней политики Коммунистической партии, деятельность „Офиса 610“ должна стать политизированной».